# 元竹站
元竹站（：／ Wonjuk yeok */?）是位于韩国忠清南道保宁市青所面的一个车站，属于长项线。

## 历史
- 1967年5月1日 - 落成使用[1]。

## 相鄰車站
韩国铁道公社
长项线
廣川－元竹－青所